# Josh Soares
Josh Soares (* 6. Februar 1982 in Hamilton, Ontario) ist ein italo-kanadischer Eishockeyspieler, der seit der Saison 2014/15 bei den Stavanger Oilers in der GET-ligaen unter Vertrag steht.

## Karriere
Soares begann seine sportlich aktive Zeit im Jahr 2001, als er für die Hamilton Kilty B’s in der Ontario Junior Hockey League auflief, die sich zur Saison 2002/03 in die Hamilton Red Wings umbenannten. In beiden Spielzeiten erzielte der Stürmer insgesamt über 200 Scorerpunkte für Hamilton. Zur Spielzeit 2003/04 wechselte er obgleich für vier Jahre in die National Collegiate Athletic Association zu den Black Bears, der Eishockeymannschaft der University of Maine.
Seine Seniorenkarriere begann Soares anschließend im Jahre 2007, als ihn die Peoria Rivermen aus der American Hockey League unter Vertrag nahmen. Die meisten Spiele absolvierte der Rechtsschütze jedoch für die Alaska Aces, dem Farmteam aus der ECHL. Mit Alaska schaffte Soares den Einzug ins Play-off-Finale 2009 und galt als einer der Top-Scorer der ECHL.
Durchsetzen konnte sich Soares als Profispieler in der American Hockey League jedoch nicht, so war er während der Spielzeit 2008/09 sowohl für die Chicago Wolves als auch für die Manitoba Moose in der AHL sportlich aktiv. Zur Saison 2009/10 wechselte der Kanadier daraufhin zu den Kassel Huskies in die Deutsche Eishockey Liga. Mit seinem dortigen Teamkollegen Derek Damon lief Soares bereits gemeinsam für die University of Maine auf.
Im September 2010 unterzeichnete der Angreifer einen Kontrakt bei Växjö Lakers Hockey in der HockeyAllsvenskan, mit denen er zum Saisonende den Aufstieg in die Elitserien erreichte. Ein Jahr spielte Soares in der Elitserien und wechselte mit Juli 2012 zu den Vienna Capitals in die Österreichische Eishockey-Liga., wobei ihn der dortige Trainer Tommy Samuelsson bereits in Schwedens zweiter Liga beobachtet hatte. Nach 53 Liga- und 15 Play-off-Spielen, wo Soares neben François Fortier und Benoît Gratton einer der offensivstärksten Spieler war, folgte Ende April 2013 ein Wechsel in die schwedische Zweitklassigkeit zum IK Oskarshamn. Der beim schwedischen Zweitligisten engagierte Angreifer, absolvierte 24 Ligaspiele, in denen er es mit drei Toren und sieben Assists auf zehn Scorerpunkte brachte. Mit 8. Januar 2014 wurde ein neuerlicher Wechsel des Italo-Kanadiers bekanntgegeben; diesmal zu den Graz 99ers in der österreichischen Eishockey-Liga, wo er die Rückennummer 97 erhielt.

## Erfolge und Auszeichnungen
| - 2004 Lamoriello-Trophy-Gewinn mit der University of Maine - 2007 Hockey East Second All-Star Team - 2008 ECHL All-Rookie Team - 2008 ECHL First All-Star Team - 2011 Aufstieg in die Elitserien mit Växjö Lakers | - 2015 Bester Torschütze der GET-ligaen - 2015 Norwegischer Meister mit den Stavanger Oilers - 2016 Topscorer der GET-ligaen - 2016 GET-ligaen All-Star Team - 2016 Norwegischer Meister mit den Stavanger Oilers |

## Karrierestatistik
(Legende zur Spielerstatistik: Sp oder GP = absolvierte Spiele; T oder G = erzielte Tore; V oder A = erzielte Assists; Pkt oder Pts = erzielte Scorerpunkte; SM oder PIM = erhaltene Strafminuten; +/− = Plus/Minus-Bilanz; PP = erzielte Überzahltore; SH = erzielte Unterzahltore; GW = erzielte Siegtore; 1 Play-downs/Relegation; Kursiv: Statistik nicht vollständig)